# Explosion of a Motor Car
Explosion of a Motor Car er en britisk stumfilm fra 1900 af Cecil M. Hepworth.